# بازگشت از سکوکوس ۷
بازگشت از سکوکوس ۷ (به انگلیسی: Return of the Secaucus 7) فیلمی ۱۱۰ دقیقه‌ای به کارگردانی جان سایلس با بازی بروس مک‌دونالد است.